# Maurice Aymard
Maurice Aymard (Tolosa, 20 dicembre 1936) è uno storico francese, esperto in storia economica e sociale dell'era moderna.

## Biografia
Diplomato all'École normale supérieure, inizia a dedicarsi allo studio della storia economica in Italia, convinto da Fernand Braudel, che ha conosciuto nel 1959. In quello stesso anno si è trasferito temporaneamente a Venezia per intraprendere la carriera di ricercatore, mestiere che ha svolto fino al 1960, per poi spostarsi a Palermo, dove ha proseguito nella sua professione dal 1964 al 1966, fino ad arrivare a Madrid nel 1968, anno in cui ottiene la cattedra di professore.
Dal 1972 al 1976 è stato direttore di ricerca della sezione di storia moderna e contemporanea della scuola francese di Roma. In particolare si è dedicato prima al commercio del grano nel Mediterraneo nel XVI secolo, poi alle differenze di sviluppo economico del bacino del Mediterraneo basato su archivi siciliani, spagnoli e napoletani.
Nel 1976 torna in Francia, dove ha continuato a esercitare la professione di docente presso l'École des hautes études en sciences sociales e la "Fondazione Maison des sciences de l'homme" insieme a Fernand Braudel, fondatore della medesima, e Clemens Heller, cui succede come amministratore nel 1992.
Nel corso della sua carriera ha pubblicato diverse opere sul mondo mediterraneo e sull'Italia in particolare, e ha co-curato una storia della Sicilia dopo l'unità d'Italia e due storie d'Europa. Ha scritto anche di storia del cibo, essendo stato membro del Consiglio Scientifico dell'Institut européen d'histoire et des cultures de l'alimentation.
Attualmente è membro dell'Accademia polacca delle scienze.

## Pubblicazioni
- Venise, Raguse et le commerce du blé dans la seconde moitié du XVIe siècle, Parigi, SEVPEN, 1966.
- Dutch Capitalism & World Capitalism: Capitalisme hollondais et capitalisme mondial, Cambridge/Parigi, 1979.
- In collaborazione con Giuseppe Giarrizzo, Storia d'Italia. Le regioni dall'Unità ad oggi: la Sicilia, Torino, Einaudi, 1987.
- In collaborazione con Harbans Mukhia, French Studies in History, vol.1: The Inheritance, vol.2: New departures, Nuova Delhi, Orient Longman, 1988/89.
- In collaborazione con Perry Anderson, Paul Bairoch, Walter Barberis e Carlo Ginzburg, Storia d'Europa, Torino, Einaudi, 1993/96.
- Scritto insieme a Claude Grignon e Françoise Sabban, Le Temps de manger, Parigi, MSH/Editions de l'INRA, 1994.
- Scritto insieme a Hélène Ahrweiler, Les Européens, Parigi, Hermann, 2000.
- Scritto insieme a Giuseppe Barone, Rappresentazioni e immagini della Sicilia tra storia e storiografia, Sciascia, 2003.
- Scritto insieme a Giuseppe Giarrizzo, Catania. La città, la sua storia, Catania, Sanfilippo, 2008.